# Once Upon a Halloween
Once Upon A Halloween é um filme comemorativo dos estúdios Disney, do ano de 2005.

## Sinopse
Todo conto de herói deve ter um vilão, e os vilões da Disney são os melhores que já apareceram nas telas. Assista à Rainha Má, de Branca de Neve e os Sete Anões, aterrorizando alguns dos inesquecíveis vilões da história da Disney – incluindo Úrsula, de A Pequena Sereia; Yzma, de A Nova Onda do Imperador; Cruella De Vil, de Os 101 Dálmatas e Capitão Gancho, de Peter Pan. Esta coleção especial traz trechos de seus filmes favoritos da Disney, além de curtas e jogos interativos.